# IC 1482
IC 1482 је елиптична галаксија у сазвјежђу Рибе која се налази на листи објеката дубоког неба у Индекс каталогу.
Деклинација објекта је + 1° 44' 22" а ректасцензија 23h 20m 49,4s. Привидна величина (магнитуда) објекта IC 1482 износи 14,4 а фотографска магнитуда 15,4. IC 1482 је још познат и под ознакама MCG 0-59-29, CGCG 380-37, NPM1G +01.0586, PGC 71142.